# Janice LeAnn Brown
Janice LeAnn Brown (* 27. September 2010) ist eine US-amerikanische Kinderdarstellerin. Bekanntheit erlangte sie durch ihre Rolle als Billie in der Serie Die neuen Zauberer vom Waverly Place.

## Karriere
Im Jahr 2024 erhielt Brown die Rolle der Billie in der Disney-Channel-Serie Die neuen Zauberer vom Waverly Place und erlangte mit dieser größere Bekanntheit.

## Filmografie
- 2017: Black-ish (Fernsehserie, 1 Episode)
- 2017: Do You Want to See a Dead Body? (Fernsehserie, 1 Episode)
- 2018: Growing Up Immigrant (Fernsehserie, 3 Episoden)
- 2019: Muppet Babies: Play Date (Fernsehserie, 1 Episode)
- 2019: Euphoria (Fernsehserie, 2 Episoden)
- 2019: Love Again – Jedes Ende ist ein neuer Anfang
- 2020: Eine unberechenbare Familie (Fernsehserie, 1 Episode)
- 2020: Playing with Beethoven
- 2022: Best Foot Forward (Fernsehserie, 2 Episoden)
- 2022: Montross: Blood Rules
- 2023: Fathead (Kurzfilm)
- 2024: Camp Kikiwaka (Fernsehserie, 1 Episode)
- seit 2024: Die neuen Zauberer vom Waverly Place (Wizards Beyond Waverly Place , Fernsehserie)